# Trąbki Małe, Tỉnh West Pomeranian
Trąbki Małe [ˈtrɔmpki ˈmawɛ] (tiếng Đức: Klein Trampke) là một khu định cư ở khu hành chính của Gmina Marianowo, thuộc hạt Stargard, West Pomeranian Voivodeship, ở phía tây bắc Ba Lan.